# Tập đoàn Virgin
Tập đoàn Virgin là một quỹ đầu tư mạo hiểm đa quốc gia có thương hiệu do ông trùm kinh doanh người Anh là Richard Branson thành lập. Các lĩnh vực kinh doanh cốt lõi là du lịch, giải trí và tiêu dùng, cùng nhiều lĩnh vực khác. Ngày thành lập của Tập đoàn Virgin được ghi nhận là năm 1989 bởi Companies House, một công ty đã phân loại Virgin là công ty holding; tuy nhiên các hoạt động kinh doanh và thương mại của Virgin đã có từ năm 1970. Giá trị ròng của Tập đoàn Virgin tính đến tháng 9 năm 2008 là £5.010.000.000. Logo dưới dạng một chữ ký của Tập đoàn, ra mắt vào năm 1978, được dựa trên những gì một nhà thiết kế đã viết nguệch ngoạc lên khăn ăn sau một buổi họp về thiết kế.